# Paliți, Veliko Tărnovo
Paliți (în bulgară Палици) este un sat în comuna Elena, regiunea Veliko Tărnovo,  Bulgaria. 

## Demografie
Componența etnică a satului Paliți
     Romi (13,29%)
     Bulgari (81,64%)
     Nicio identificare (5,06%)
     Turci (0%)
La recensământul din 2011, populația satului Paliți era de 158 locuitori. Din punct de vedere etnic, majoritatea locuitorilor (81,64%) erau bulgari, cu o minoritate de romi (13,29%). Pentru 5,06% din locuitori nu este cunoscută apartenența etnică.